# Henna Raita
Henna Karoliina Raita (ur. 24 stycznia 1975 w Lahti) – fińska narciarka alpejska, reprezentantka klubu Lahden Hiihtoseura.

## Kariera
Po raz pierwszy na arenie międzynarodowej Henna Raita pojawiła się w lutym 1992 roku, startując na mistrzostwach świata juniorów w Mariborze, gdzie zajęła 38. miejsce w gigancie i 43. miejsce w slalomie. Jeszcze dwukrotnie startowała na imprezach tego cyklu, najlepszy wynik osiągając podczas mistrzostw świata juniorów w Montecampione w 1993 roku, gdzie zajęła 37. miejsce w gigancie.
W zawodach Pucharu Świata zadebiutowała 20 grudnia 1997 roku w Val d’Isère, gdzie nie ukończyła pierwszego przejazdu slalomu. Pierwsze pucharowe punkty wywalczyła trzy miesiące później, 1 marca 1998 roku w Saalbach-Hinterglemm, zajmując 27. miejsce w tej samej konkurencji. Nigdy nie stanęła na podium zawodów tego cyklu; najwyższą lokatę osiągnęła 20 lutego 2000 roku w Åre i 13 stycznia 2002 roku w Saalbach-Hinterglemm, gdzie slalom kończyła na szóstej pozycji. Najlepsze wyniki osiągnęła w sezonach sezonie 2000/2001, kiedy zajęła 42. miejsce w klasyfikacji generalnej, a w klasyfikacji slalomu była piętnasta.
W 1997 roku wystąpiła na mistrzostwach świata w Sestriere, jednak slalomu nie ukończyła, a w gigancie ostatecznie nie wzięła udziału, pomimo zgłoszenia do zawodów. Była za to jedenasta w slalomie podczas mistrzostw świata w Sankt Anton w 2001 roku i rozgrywanych cztery lata później mistrzostw świata w Bormio. W 1998 roku wystartowała w gigancie i slalomie na igrzyskach olimpijskich w Nagano, jednak obu konkurencji nie ukończyła. Najlepszy wynik na zawodach tej rangi osiągnęła podczas igrzysk w Salt Lake City w 2002 roku, gdzie slalom ukończyła na ósmej pozycji. Brała też udział w rozgrywanych w 2006 roku igrzyskach olimpijskich w Turynie, gdzie w slalomie zajęła dwudzieste miejsce. Wielokrotnie zdobywała medale mistrzostw Finlandii, w tym trzy złote: w slalomie w latach 2002 i 2006 oraz gigancie w 2002 roku. W 2006 roku zakończyła karierę.

## Osiągnięcia

### Igrzyska olimpijskie
| Miejsce | Dzień     | Rok  | Miejscowość    | Konkurencja | Czas biegu  | Strata  | Zwyciężczyni       |
| ------- | --------- | ---- | -------------- | ----------- | ----------- | ------- | ------------------ |
| DNF1    | 19 lutego | 1998 | Nagano         | Slalom      | 1:32,40 min | -       | Hilde Gerg         |
| DNF2    | 20 lutego | 1998 | Nagano         | Gigant      | 2:50,59 min | -       | Deborah Compagnoni |
| 8.      | 20 lutego | 2002 | Salt Lake City | Slalom      | 1:46,10 min | +2,30 s | Janica Kostelić    |
| DNF1    | 22 lutego | 2002 | Salt Lake City | Gigant      | 2:30,01 min | -       | Janica Kostelić    |
| 20.     | 22 lutego | 2006 | Turyn          | Slalom      | 1:29,04 min | +3,29 s | Anja Pärson        |

### Mistrzostwa świata
| Miejsce | Dzień     | Rok  | Miejscowość  | Konkurencja | Czas biegu  | Strata  | Zwyciężczyni       |
| ------- | --------- | ---- | ------------ | ----------- | ----------- | ------- | ------------------ |
| DNF1    | 5 lutego  | 1997 | Sestriere    | Slalom      | 1:43,88 min | -       | Deborah Compagnoni |
| DNS1    | 9 lutego  | 1997 | Sestriere    | Gigant      | 2:39,19 min | -       | Hilary Lindh       |
| 11.     | 7 lutego  | 2001 | St. Anton    | Slalom      | 1:32,95 min | +3,49 s | Anja Pärson        |
| DNF1    | 9 lutego  | 2001 | St. Anton    | Gigant      | 2:19,01 min | -       | Sonja Nef          |
| 22.     | 15 lutego | 2003 | Sankt Moritz | Slalom      | 1:39,55 min | +3,16 s | Janica Kostelić    |
| 11.     | 11 lutego | 2005 | Bormio       | Slalom      | 1:47,98 min | +2,56 s | Janica Kostelić    |

### Mistrzostwa świata juniorów
| Miejsce | Dzień     | Rok  | Miejscowość   | Konkurencja | Czas biegu  | Strata   | Zwyciężczyni   |
| ------- | --------- | ---- | ------------- | ----------- | ----------- | -------- | -------------- |
| 43.     | 27 lutego | 1992 | Maribor       | Gigant      | 1:56,37 min | +6,89 s  | Regina Häusl   |
| 38.     | 29 lutego | 1992 | Maribor       | Slalom      | 1:17,03 min | +6,87 s  | Urška Hrovat   |
| 61.     | 5 marca   | 1993 | Montecampione | Supergigant | 1:39,23 min | +7,87 s  | Isolde Kostner |
| 37.     | 7 marca   | 1993 | Montecampione | Gigant      | 2:06,03 min | +8,28 s  | Karin Roten    |
| 40.     | 11 marca  | 1994 | Lake Placid   | Supergigant | 1:23,29 min | +10,36 s | Hilde Gerg     |

### Puchar Świata

#### Miejsca w klasyfikacji generalnej
- sezon 1997/1998: 110.
- sezon 1999/2000: 58.
- sezon 2000/2001: 42.
- sezon 2001/2002: 58.
- sezon 2002/2003: 87.
- sezon 2003/2004: 85.
- sezon 2004/2005: 60.
- sezon 2005/2006: 64.

#### Miejsca na podium w zawodach
Raita nigdy nie stanęła na podium zawodów PŚ.